# Kanada na Letních olympijských hrách 1984
Kanada se účastnila Letní olympiády 1984 v americkém Los Angeles. Zastupovalo ji 408 sportovců (257 mužů a 151 žen) v 23 sportech.

## Medailisté
| Medaile | Jméno | Sport                   | Soutěž                                |
| ------- | --- | ----------------------- | ------------------------------------- |
| Zlato   | Larry Cain | Kanoistika              | Muži C-1 500 m                        |
| Zlato   | Alwyn Morris Hugh Fisher                                                                                              | Kanoistika              | Muži K-2 1000 m                       |
| Zlato   | Sylvie Bernier | Skoky do vody           | Ženy 3m prkno                         |
| Zlato   | Lori Fungová | Moderní gymnastika      | Ženy víceboj jednotlivkyň             |
| Zlato   | Pat Turner Kevin Neufeld Mark Evans Grant Main Paul Steele Michael Evans Dean Crawford Blair Horn Brian McMahon (cox) | Veslování               | Muži osmiveslice                      |
| Zlato   | Linda Thom | Sportovní střelba       | Ženy 25 metrů sportovní pistole       |
| Zlato   | Alex Baumann | Plavání                 | Muži 200 m polohový závod             |
| Zlato   | Alex Baumann | Plavání                 | Muži 400 m polohový závod             |
| Zlato   | Victor Davis | Plavání                 | Muži 200 m prsa                       |
| Zlato   | Anne Ottenbrite | Plavání                 | Ženy 200 m prsa                       |
| Stříbro | Angela Bailey Marita Payne Angella Taylor-Issajenko France Gareau                                                     | Atletika                | Ženy štafeta 4 × 100 m                |
| Stříbro | Charmaine Crooks Jillian Richardson Molly Killingbeck Marita Payne                                                    | Atletika                | Ženy štafeta 4 × 400 m                |
| Stříbro | Shawn O'Sullivan | Box                     | Muži do 71 kg                         |
| Stříbro | Willie DeWit | Box                     | Muži do 91 kg                         |
| Stříbro | Larry Cain | Kanoistika              | Muži C-1 1000 m                       |
| Stříbro | Alexandra Barre Susan Holloway                                                                                        | Kanoistika              | Ženy K-2 500 m                        |
| Stříbro | Steve Bauer | Cyklistika              | Muži silniční závod jednotlivců       |
| Stříbro | Curt Harnett | Cyklistika              | Muži 1000 m s pevným startem          |
| Stříbro | Marilyn Brain Angela Schneider Barbara Armbrust Jane Tregunno Lesley Thompson                                         | Veslování               | Ženy čtyřka s kormidelníkem           |
| Stříbro | Elizabeth Craig Tricia Smith                                                                                          | Veslování               | Ženy dvojka bez kormidelníka          |
| Stříbro | Terry McLaughlin Evert Bastet                                                                                         | Jachting                | Třída Flying Dutchman                 |
| Stříbro | Victor Davis | Plavání                 | Muži 100 m prsa                       |
| Stříbro | Anne Ottenbrite | Plavání                 | Ženy 100 m prsa                       |
| Stříbro | Mike West Victor Davis Tom Ponting Sandy Goss                                                                         | Plavání                 | Muži štafeta 4 × 100 m polohový závod |
| Stříbro | Sharon Hambrook Kelly Kryczka                                                                                         | Synchronizované plavání | Ženy dvojice                          |
| Stříbro | Carolyn Waldo | Synchronizované plavání | Ženy jednotlivci                      |
| Stříbro | Jacques Demers | Vzpírání                | Muži do 75 kg                         |
| Stříbro | Robert Molle | Zápas                   | muži, volný styl nad 100 kg           |
| Bronz   | Ben Johnson | Atletika                | Muži běh na 100 m                     |
| Bronz   | Lynn Williamsová | Atletika                | Ženy běh na 3000 m                    |
| Bronz   | Ben Johnson Anthony Sharpe Desai Williams Sterling Hinds                                                              | Atletika                | Muži štafeta 4 × 100 m                |
| Bronz   | Dale Walters | Box                     | Muži do 54 kg                         |
| Bronz   | Alwyn Morris Hugh Fisher                                                                                              | Kanoistika              | Muži K-2 500 m                        |
| Bronz   | Alexandra Barre Lucie Guay Susan Holloway Barbara Olmstead                                                            | Kanoistika              | Ženy K-4 500 m                        |
| Bronz   | Mark Berger | Judo                    | Muži do 95 kg                         |
| Bronz   | Silken Laumann Daniele Laumann                                                                                        | Veslování               | Ženy dvojsif                          |
| Bronz   | Doug Hamilton Mike Hughes Phil Monckton Bruce Ford                                                                    | Veslování               | Muži párová čtyřka                    |
| Bronz   | Robert Mills | Veslování               | Muži skif                             |
| Bronz   | Hans Fogh John Kerr Stephen Calder                                                                                    | Jachting                | Třída Soling                          |
| Bronz   | Terence Neilson | Jachting                | Třída Finn                            |
| Bronz   | Mike West | Plavání                 | Muži 100 m znak                       |
| Bronz   | Cameron Henning | Plavání                 | Muži 200 m znak                       |
| Bronz   | Reema Abdo Anne Ottenbrite Michelle MacPherson Pamela Rai                                                             | Plavání                 | Ženy štafeta 4 × 100 m polohový závod |
| Bronz   | Christopher Rinke | Zápas                   | muži, volný styl do 82 kg             |